# Pusy-et-Épenoux
Pour les articles homonymes, voir Pusy.
Pusy-et-Épenoux est une commune française située dans le département de la Haute-Saône, la région culturelle et historique de Franche-Comté et la région administrative Bourgogne-Franche-Comté.
La commune appartient à la communauté d'agglomération de Vesoul.

## Géographie
Le territoire communal s'étend sur 10,07 km2, avec une altitude minimale de 218 mètres et une altitude maximale de 294 mètres.

### Transports
La gare SNCF de Vesoul est la plus proche de Pusy-et-Épenoux. Le terrain aménagé pour les avions le plus proche est l'aérodrome de Vesoul - Frotey.
Les communes de la communauté d'agglomération de Vesoul sont desservies par son réseau de transports en commun VBus+.

### Climat
Pour des articles plus généraux, voir Climat de la Bourgogne-Franche-Comté et Climat de la Haute-Saône.
En 2010, le climat de la commune est de type climat des marges montargnardes, selon une étude du Centre national de la recherche scientifique s'appuyant sur une série de données couvrant la période 1971-2000. En 2020, Météo-France publie une typologie des climats de la France métropolitaine dans laquelle la commune est exposée à un climat semi-continental et est dans la région climatique  Lorraine, plateau de Langres, Morvan, caractérisée par un hiver rude (1,5 °C), des vents modérés et des brouillards fréquents en automne et hiver. 
Pour la période 1971-2000, la température annuelle moyenne est de 10,2 °C, avec une amplitude thermique annuelle de 17,5 °C. Le cumul annuel moyen de précipitations est de 1 025 mm, avec 13 jours de précipitations en janvier et 9,9 jours en juillet. Pour la période 1991-2020, la température moyenne annuelle observée sur la station météorologique de Météo-France la plus proche, « Vesoul Ville », sur la commune de Vesoul à 5 km à vol d'oiseau, est de 11,5 °C et le cumul annuel moyen de précipitations est de 1 007,7 mm. 
La température maximale relevée sur cette station est de 40,5 °C, atteinte le 25 juillet 2019 ; la température minimale est de −22,2 °C, atteinte le 16 janvier 1966,,. 
Les paramètres climatiques de la commune ont été estimés pour le milieu du siècle (2041-2070) selon différents scénarios d'émission de gaz à effet de serre à partir des nouvelles projections climatiques de référence DRIAS-2020. Ils sont consultables sur un site dédié publié par Météo-France en novembre 2022.

## Urbanisme

### Typologie
Au 1er janvier 2024, Pusy-et-Épenoux est catégorisée bourg rural, selon la nouvelle grille communale de densité à sept niveaux définie par l'Insee en 2022.
Elle est située hors unité urbaine. Par ailleurs la commune fait partie de l'aire d'attraction de Vesoul, dont elle est une commune de la couronne,. Cette aire, qui regroupe 158 communes, est catégorisée dans les aires de 50 000 à moins de 200 000 habitants,.

### Occupation des sols
L'occupation des sols de la commune, telle qu'elle ressort de la base de données européenne d’occupation biophysique des sols Corine Land Cover (CLC), est marquée par l'importance des territoires agricoles (80,6 % en 2018), une proportion sensiblement équivalente à celle de 1990 (80,9 %). La répartition détaillée en 2018 est la suivante : 
terres arables (44,5 %), prairies (25 %), forêts (15 %), zones agricoles hétérogènes (11,2 %), zones urbanisées (4,3 %). L'évolution de l’occupation des sols de la commune et de ses infrastructures peut être observée sur les différentes représentations cartographiques du territoire : la carte de Cassini (XVIIIe siècle), la carte d'état-major (1820-1866) et les cartes ou photos aériennes de l'IGN pour la période actuelle (1950 à aujourd'hui).

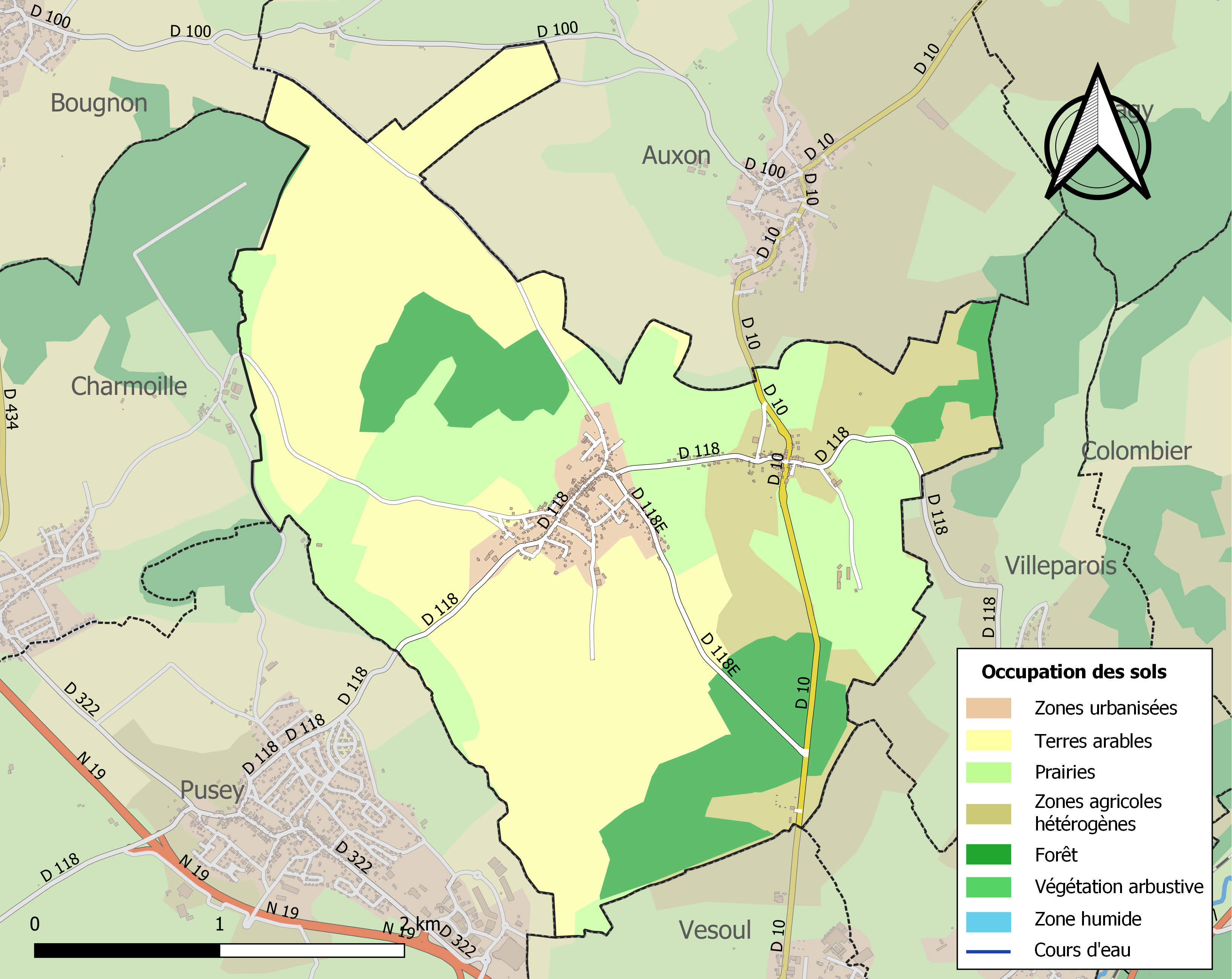
Carte des infrastructures et de l'occupation des sols de la commune en 2018 (CLC).

### Morphologie urbaine
Pusy-et-Épenoux est situé dans l'aire urbaine de Vesoul, qui totalise en 2008, 59 288 habitants.

### Logement
Le nombre de logements dans la commune était de 228, en 2009, dont 216 résidences principales soit 94,4 % de l'ensemble des logements, 3 résidences secondaires et logements occasionnels, soit 1,3 % et 10 logements vacants, soit 4,3 %. On dénombre 158 résidences principales qui détiennent 5 pièces ou plus.
La commune comptait 221 maisons et 8 appartements en 2009, alors qu'elle possédait 180 maisons et 0 appartement, en 1999

## Histoire
La commune de Pusy absorbe en 1807 celle d'Épenoux et devient Pusy-et-Épenoux. La commune d'Épenoux comptait 101 habitants en 1793, 98 en 1800 et 97 en 1806.

## Politique et administration

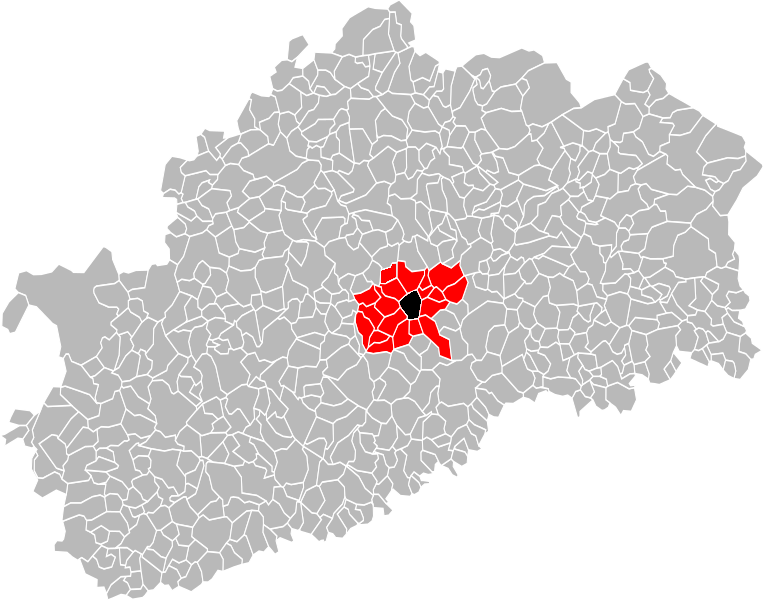
Carte départementale montrant en rouge les communes de la communauté d'agglomération de Vesoul.

### Rattachements administratifs et électoraux
La commune fait partie de l'arrondissement de Vesoul du département de la Haute-Saône, en région Bourgogne-Franche-Comté. Pour l'élection des députés, elle dépend de la première circonscription de la Haute-Saône.
Elle faisait partie depuis 1801 du canton de Vesoul. Celui-ci est scindé en 1973 et la commune intègre le canton de Vesoul-Ouest. Dans le cadre du redécoupage cantonal de 2014 en France, la commune fait désormais partie du canton de Vesoul-1.

### Intercommunalité
La commune  fait partie depuis 1969 du District urbain de Vesoul, transformé en 2001  en communauté de communes de l'agglomération de Vesoul, puis en 2012 la communauté d'agglomération de Vesoul, appartenant elle-même au pays de Vesoul et du Val de Saône.

### Conseil municipal
Conformément aux dispositions relatives à la population de la commune, le conseil municipal est composé de 15 membres.

### Liste des maires
| Période                                  | Période                       | Identité            | Étiquette | Qualité                              |
| ---------------------------------------- | ----------------------------- | ------------------- | --------- | ------------------------------------ |
| Les données manquantes sont à compléter. |                               |                     |           |                                      |
|                                          | 1983                          | R. Charles          |           |                                      |
| mars 1983                                | 2014                          | Jean-Claude Opec    |           | Professeur d’économie et de gestion. |
| mars 2014                                | En cours (au 24 juillet 2016) | Jean-Paul Kalanquin |           |                                      |

## Population et société

### Démographie
L'évolution du nombre d'habitants est connue à travers les recensements de la population effectués dans la commune depuis 1793. Pour les communes de moins de 10 000 habitants, une enquête de recensement portant sur toute la population est réalisée tous les cinq ans, les populations de référence des années intermédiaires étant quant à elles estimées par interpolation ou extrapolation. Pour la commune, le premier recensement exhaustif entrant dans le cadre du nouveau dispositif a été réalisé en 2005.

En 2022, la commune comptait 542 habitants, en évolution de −1,63 % par rapport à 2016 (Haute-Saône : −1,4 %, France hors Mayotte : +2,11 %).
| 1793 | 1800 | 1806 | 1821 | 1831 | 1836 | 1841 | 1846 | 1851 |
| ---- | ---- | ---- | ---- | ---- | ---- | ---- | ---- | ---- |
| 420  | 403  | 411  | 517  | 554  | 581  | 549  | 522  | 506  |

| 1856 | 1861 | 1866 | 1872 | 1876 | 1881 | 1886 | 1891 | 1896 |
| ---- | ---- | ---- | ---- | ---- | ---- | ---- | ---- | ---- |
| 480  | 490  | 499  | 464  | 433  | 387  | 368  | 376  | 339  |

| 1901 | 1906 | 1911 | 1921 | 1926 | 1931 | 1936 | 1946 | 1954 |
| ---- | ---- | ---- | ---- | ---- | ---- | ---- | ---- | ---- |
| 334  | 329  | 294  | 239  | 254  | 244  | 244  | 245  | 264  |

| 1962 | 1968 | 1975 | 1982 | 1990 | 1999 | 2005 | 2006 | 2010 |
| ---- | ---- | ---- | ---- | ---- | ---- | ---- | ---- | ---- |
| 223  | 245  | 300  | 395  | 522  | 479  | 519  | 520  | 545  |

| 2015 | 2020 | 2022 | - | - | - | - | - | - |
| ---- | ---- | ---- | - | - | - | - | - | - |
| 547  | 544  | 542  | - | - | - | - | - | - |

### Enseignement
La commune fait partie d'un regroupement pédagogique intercommunal (RPI) regroupant les enfants de Pusey, Pusy-et-Épenoux et Charmoille. Pour l'année scolaire 2016-2017, ce RPI compte six classes à Pusey, deux classes à Charmoille et une classe à Pusy-et-Épenoux.

### Santé
L'hôpital le plus proche de Pusy-et-Épenoux est le centre hospitalier de Vesoul.

### Cultes
.

## Culture locale et patrimoine

### Lieux et monuments

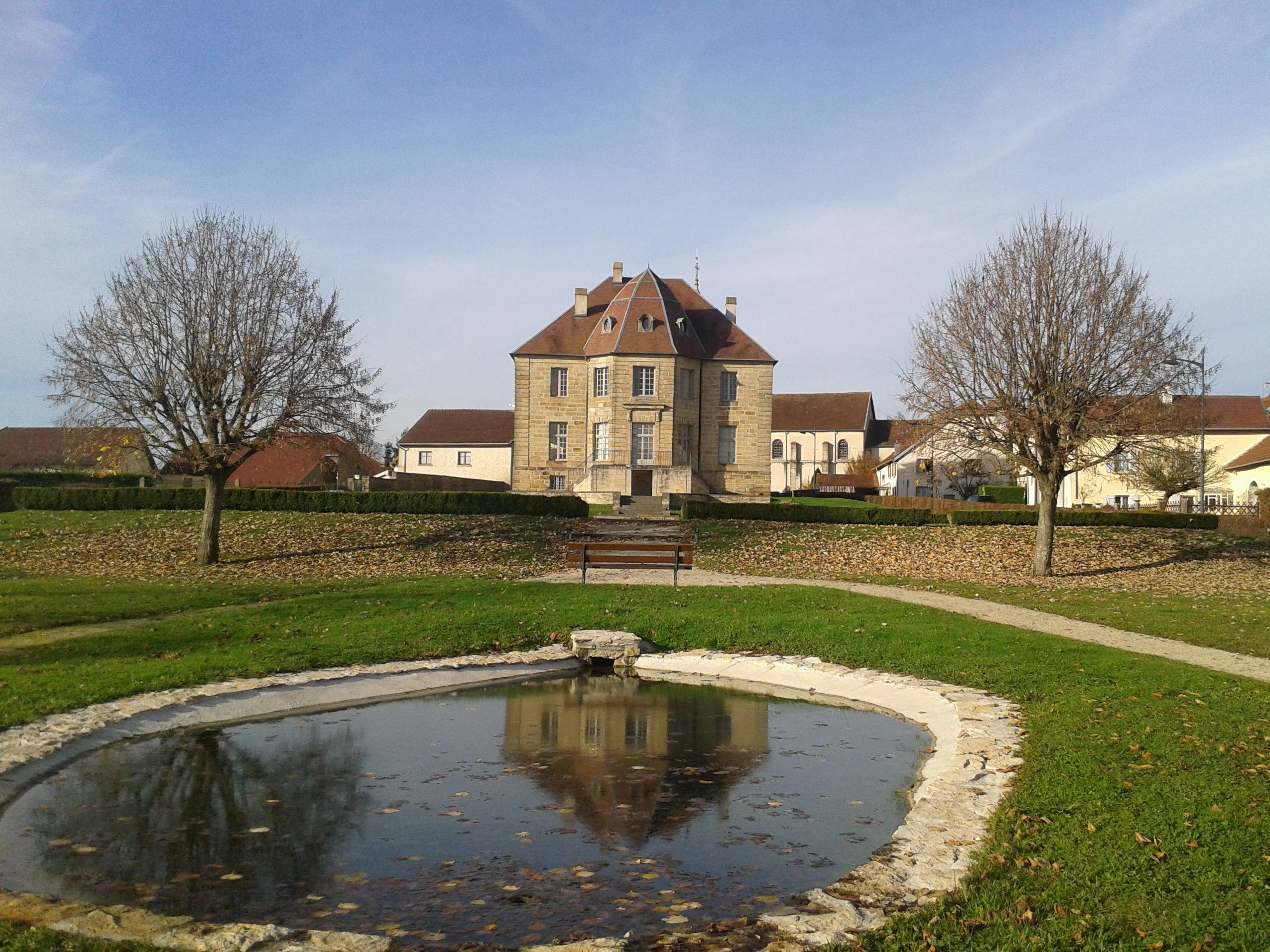
Château de Pusy.

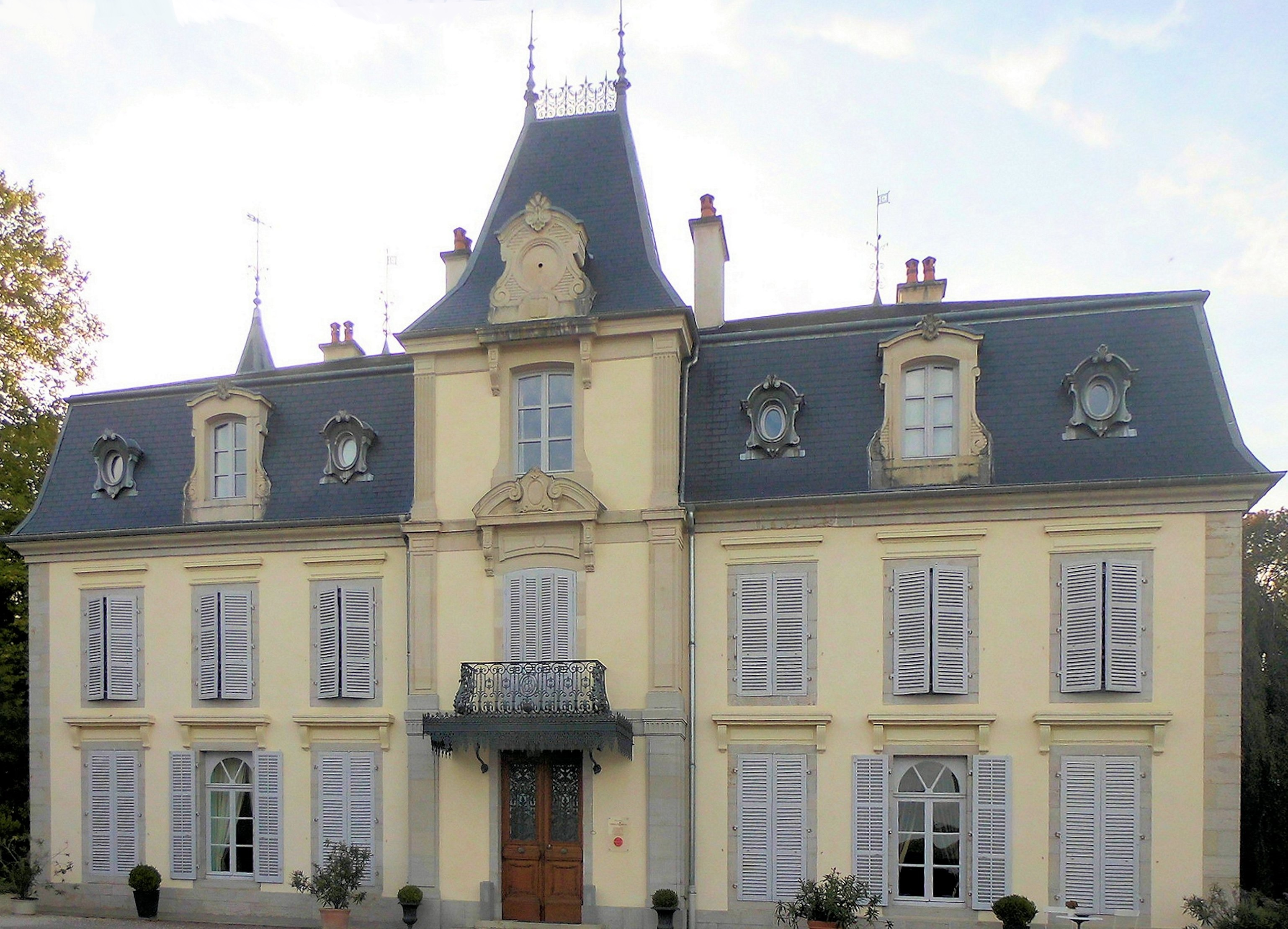
Château d'Épenoux.

- Château-mairie de Pusy, qui fut la propriété de Jean-Xavier Bureau de Pusy, rapporteur du projet de division de la France en départements (1790) et propriété de la commune depuis 1991[25].
- Château d'Epenoux, XVIIIe siècle, propriété privée comprenant des dépendances, une petite chapelle et un parc de 5,6 hectares. Il fut propriété de la famille Ruffier d’Epenoux et est utilisé comme chambre dhôtes par ses propriétaires qui l'ont réhabilité[25],[26].
- Espaces verts : arboretum planté par des élèves de l'école primaire.
- Terrains de tennis et de mini-foot, salle des fêtes.
- Église, fontaines, puits.

### Personnalités liées à la commune
Jean-Xavier Bureau de Pusy, contributeur actif de la division de la France en 83 départements.